# Otto (cantor)
Otto Maximiliano Pereira de Cordeiro Ferreira (Belo Jardim, 28 de junho de 1968), conhecido apenas como Otto, é um cantor, compositor, percussionista e produtor brasileiro. Chegou a ser considerado uma das figuras mais importantes de uma nova geração de jovens músicos do Brasil.

## Carreira
Ex-percussionista da primeira formação da Nação Zumbi e do Mundo Livre S/A (com quem gravou os dois primeiros discos), Otto saiu dos fundos dos palcos para trazer o ousado Samba pra Burro à tona.
Otto nasceu no município de Belo Jardim, no Agreste Pernambucano. Saiu de Pernambuco em 1989 para passar dois anos na França, tocando percussão nas ruas e no metrô de Paris. Na volta, aportou no Rio de Janeiro e chegou a animar o som de uma gafieira ao lado de Jovelina Pérola Negra. Do Rio de Janeiro, Otto rumou para o Recife, quando conheceu duas pontas de lança do movimento manguebeat: Chico Science e Fred Zero Quatro.
Nessas idas e vindas, absorvendo as correntes, nascia seu estilo. Sempre embalado pelo som de influências locais (não só do Recife como de todo o Brasil), começou a interessar-se pela música eletrônica. Resgatando ritmos brasileiros e fundindo-os ao som eletrônico, raiz e modernidade somaram-se em Samba pra Burro, numa dobradinha que acentuou-se quando mudou-se de Recife para São Paulo. Foi saudado pela imprensa como autor de um trabalho inventivo e estimulante, numa colagem de maracatu com drum'n'bass, forró com rap. Algumas melodias remetem às cantigas de roda. O disco foi escolhido pela Associação Paulista de Críticos de Arte como o melhor de 1998.
Bebel Gilberto, Fred Zero Quatro (do Mundo Livre S/A) e Erasto Vasconcelos (irmão de Naná Vasconcelos) participaram da estreia solo de Otto. O som de Otto já embalou uma festa dos integrantes do Oasis, em Londres. Poucos meses depois de cair no circuito, as músicas de Samba pra Burro também foram parar no som de lojas norte-americanas, como as dos estilistas Gianni Versace e Prada.
Em 1999, tocou ao lado de Tom Zé no Heineken Concerts, em São Paulo. Dois anos depois, Otto lançou seu segundo álbum, intitulado Condom Black, que apresentou um som "mais orgânico" sem deixar a eletrônica de lado. O novo trabalho também levou a assinatura de Apollo 09 na produção
Em 2009 lançou Certa Manhã Acordei de Sonhos Intranquilos, muito elogiado pela critica especializada no Brasil e nos Estados Unidos. O álbum de 2009 é considerado o melhor disco da sua carreira, tendo o seu perfil divulgado no jornal The New York Times, com texto escrito pelo crítico Larry Rohter.
Apresentou o programa Minha Vida É a Minha Cara ao lado da atriz Hermila Guedes, no canal por assinatura FashionTV Brasil. É integrante do Movimento Humanos Direitos.
Seu disco Ottomatopeia foi eleito o 14º melhor disco brasileiro de 2017 pela revista Rolling Stone Brasil.

## Vida pessoal
Em 2001 começou a namorar com a atriz Alessandra Negrini. Em 2002 foram morar juntos, e em 2004 nasceu a filha do casal, Betina Negrini de Cordeiro, filha única do cantor. O casal separou-se em 2008.
De 2009 a 2011 namorou a atriz Mayana Moura, e de 2011 a 2013 manteve um namoro com a empresária Amanda Lira.
Galego, como é chamado pelos amigos, morou no Morro do Vidigal durante as décadas de 1980 e 90, quando não possuía condições financeiras, na época era recém-chegado ao Rio de Janeiro.
Em 2017 casou-se com a fotógrafa francesa Kenza Louise Said. O relacionamento durou até o início de 2020.  
Em julho de 2021, filiou-se ao Partido dos Trabalhadores (PT).
É torcedor do Clube Náutico Capibaribe.

## Discografia

### Carreira solo
- Samba pra Burro (1998) - (Estúdio)[1]
- Changez Tout - Samba pra Burro Dissecado (2000) (Remix)[1]
- Condom Black (2001) - (Estúdio)[1]
- Sem Gravidade (2003) - (Estúdio)[1]
- MTV Apresenta Otto (2005) (Ao Vivo)[1]
- Certa Manhã Acordei de Sonhos Intranquilos (2009) - (Estúdio)[1]
- The Moon 1111 (2012) - (Estúdio)[1]
- Ottomatopeia (2017) - (Estúdio)[20]
- Canicule Sauvage (2022) - (Estúdio)[21]

### No Mundo Livre S/A
- Samba Esquema Noise (1994)
- Guentando a Ôia (1996)

### Participações
- Tributo ao Rei Reginaldo Rossi (1998)
- Baião de Viramundo - Tributo a Luiz Gonzaga (2000)
- Trilha sonora de Amarelo Manga (2003)
- Trilha sonora de Árido Movie (2006)
- O Homem que Desafiou o Diabo (2007)
- Coitadinha bem feito (2013)
- Unwritable (Tika) (2017)